# Helio
El helio (del griego: ἥλιος [hḗlios] ‘Sol’, por haberse inferido en 1868 su existencia en la atmósfera solar)es el elemento químico de número atómico 2, símbolo He y peso atómico estándar de 4.002602. Pertenece al grupo 18 de la tabla periódica de los elementos, ya que al tener el nivel de energía completo presenta las propiedades de un gas noble. Es decir, es en general inerte (no reacciona), aunque hay excepciones, y al igual que estos, es un gas monoatómico incoloro e inodoro que cuenta con el menor punto de ebullición de todos los elementos químicos y solo puede ser licuado bajo presiones muy grandes y no puede ser congelado a presión atmosférica.
Durante un eclipse solar en 1868, el astrónomo francés Pierre Janssen observó una línea espectral amarilla en la luz solar que hasta ese momento era desconocida. Norman Lockyer observó el mismo eclipse y propuso que dicha línea era producida por un nuevo elemento, al cual llamó helio, con lo cual, tanto a Lockyer como a Janssen se les adjudicó el descubrimiento de este elemento. En 1903 se encontraron grandes reservas de helio en campos de gas natural en los Estados Unidos, país con la mayor producción de helio en el mundo.
Industrialmente se usa en criogenia (siendo su principal uso, lo que representa alrededor de un 28 % de la producción mundial), en la refrigeración de imanes superconductores. Entre estos usos, la aplicación más importante es en los escáneres de resonancia magnética. También se utiliza como protección para la soldadura por arco y otros procesos, como el crecimiento de cristales de silicio, los cuales representan el 20 % de su uso para el primer caso y el 26 % para el segundo. Otros usos menos frecuentes, aunque popularmente conocidos, son el llenado de globos y dirigibles, o su empleo como componente de las mezclas de gases usados en el buceo a gran profundidad. El inhalar una pequeña cantidad de helio genera un breve cambio en la calidad y el timbre de la voz humana. En la investigación científica, el comportamiento del helio-4 en forma líquida en sus dos fases, helio I y helio II, es importante para los científicos que estudian la mecánica cuántica (en especial, el fenómeno de la superfluidez), así como para aquellos que desean conocer los efectos ocurridos en la materia a temperaturas cercanas al cero absoluto (como el caso de la superconductividad).
El helio es el segundo elemento más ligero y el segundo más abundante en el universo observable, constituyendo el 24 % de la masa de los elementos presentes en nuestra galaxia. Esta abundancia se encuentra en proporciones similares en el Sol y en Júpiter. Por masa se encuentra en una proporción doce veces mayor a la de todos los elementos más pesados juntos. La presencia tan frecuente de helio es debida a elevada energía de enlace por nucleón del helio-4 con respecto a los tres elementos que le siguen en la tabla periódica (litio, berilio y boro). Esta energía da como resultado la producción frecuente de helio tanto en la fusión nuclear como en la desintegración radioactiva. La mayor parte del helio en el universo se encuentra presente en la forma del isótopo helio-4 (4He), el cual se cree que se formó unos 15 minutos después del Big Bang. Gracias a la fusión de hidrógeno en las estrellas activas, se forma una pequeña cantidad de helio nuevo, excepto en las de mayor masa, debido a que durante las etapas finales de su vida generan su energía convirtiendo el helio en elementos más pesados. En la atmósfera de la Tierra se encuentran trazas de helio debido a la desintegración radioactiva de algunos elementos. En algunos depósitos naturales el gas se encuentra en cantidad suficiente para la explotación.
En la Tierra, la ligereza de helio ha provocado su evaporación de la nube de gas y polvo a partir de la cual se formó el planeta, por lo que es relativamente poco frecuente —con una fracción de 0.00052 por volumen— en la atmósfera terrestre. El helio presente en la Tierra hoy en día ha sido creado en su mayor parte por la desintegración radiactiva natural de los elementos radioactivos pesados (torio y uranio), debido a que las partículas alfa emitidas en dichos procesos constan de núcleos de helio-4. Este helio radiogénico es atrapado junto con el gas natural en concentraciones de hasta el 7 % por volumen, del que se extrae comercialmente por un proceso de separación a baja temperatura llamado destilación fraccionada. 
El helio (He) es un elemento químico de número atómico 2 y un peso químico estándar de 4.0026. Pertenece al grupo de los gases nobles, situado en la columna 18 de la tabla periódica.

## Características principales
Aunque el helio tiene una configuración electrónica 1s², no se coloca en el grupo 2 de la tabla periódica junto al hidrógeno y otros elementos del bloque s. En su lugar, se ubica en el grupo 18, correspondiente a los gases nobles, debido a sus propiedades químicas únicas. Este elemento, al poseer su nivel de energía completamente lleno, es químicamente inerte y no forma compuestos fácilmente, características típicas de los gases nobles. Aunque su configuración lo asociaría al bloque s, su comportamiento químico lo justifica como parte del bloque p. Esto hace que el helio sea una excepción importante en la disposición de los elementos en la tabla periódica.
En condiciones normales de presión y temperatura (25 °C y 1 atm), el helio es un gas monoatómico, no inflamable y extremadamente ligero. Es notablemente difícil de licuar debido a su baja temperatura crítica, que es de apenas 5.20K (−267.96 °C). Esto significa que, por encima de esa temperatura, el helio no puede pasar al estado líquido, sin importar cuánta presión se le aplique. A temperaturas inferiores a la crítica, el helio solo puede licuarse mediante una combinación de enfriamiento extremo y alta presión. Este comportamiento lo convierte en un caso único entre todos los elementos químicos.
Otro aspecto fascinante del helio es su elevado calor específico, especialmente en estado gaseoso. Este valor, más alto que el de la mayoría de los gases, hace que el helio se expanda rápidamente cuando se calienta, incluso a temperatura ambiente. En condiciones de bajas temperaturas, el helio líquido también exhibe propiedades únicas, como la superfluidez, una fase en la que fluye sin viscosidad, superando obstáculos sin resistencia.
El helio posee el punto de solidificación más bajo conocido. A presiones normales, incluso en el cero absoluto (0 K o −273.15 °C), el helio-4 permanece en estado líquido debido a su energía de punto cero, un efecto cuántico que impide que sus átomos se estabilicen en un estado sólido. Sin embargo, al someterlo a presiones superiores a 25 atm, el helio puede solidificarse. El helio sólido, a temperaturas cercanas a 1 K (−272.15 °C), adopta una estructura cristalina hexagonal compacta. A medida que la presión aumenta, se han observado cambios a estructuras cristalinas diferentes, aunque con densidades y energías muy similares. Estos cambios reflejan las complejas interacciones entre los átomos del helio en condiciones extremas.

### El átomo de helio

#### El helio en la mecánica cuántica
El helio es un elemento químico cuyo átomo es el más simple de resolver utilizando las reglas de la mecánica cuántica después del átomo de hidrógeno. Se compone de dos electrones en órbita alrededor de un núcleo que contiene dos protones junto con uno o dos neutrones, dependiendo del isótopo. Sin embargo, como en la mecánica newtoniana, ningún sistema que consista de más de dos partículas se puede resolver con un enfoque de análisis matemático exacto (véase problema de los tres cuerpos) y el helio no es la excepción. Así, los métodos matemáticos son necesarios, incluso para resolver el sistema de un núcleo y dos electrones. Sin embargo, tales métodos de la química computacional se han utilizado para crear una imagen mecánico cuántica de las uniones de los electrones de helio con una precisión dentro de un 2 % del valor correcto, con unos pocos pasos de cálculo computacional. En estos modelos se observa que cada electrón evita parcialmente que el otro sienta la interacción con el núcleo, de tal manera que la carga nuclear efectiva Z es de aproximadamente 1.69 unidades, y no las 2 cargas de un "núcleo desnudo" clásico de helio.
El átomo de hidrógeno se utiliza ampliamente para ayudar a resolver el átomo de helio. El modelo atómico de Bohr dio una explicación muy precisa del espectro del átomo de hidrógeno, pero cuando se intentó utilizar en el helio el modelo falló. Werner Heisenberg desarrolló una modificación del análisis de Bohr, en el que utilizó valores semiintegrados de los números cuánticos. La teoría del funcional de la densidad se utiliza para obtener los niveles de energía en su estado base del átomo de helio, junto con el método de Hartree-Fock.

#### La relativa estabilidad del núcleo del helio-4 y su capa de electrones
El núcleo del átomo de helio-4, que es exactamente igual a una partícula alfa, es particularmente interesante. La razón de esto se debe a que experimentos de dispersión de electrones de alta energía han mostrado que su carga decrece de forma exponencial a partir de un máximo en su punto central, exactamente de la misma manera en que decrece la densidad de carga en su propia nube de electrones. Esta simetría refleja principios físicos similares: el par de neutrones y de protones en el núcleo del helio obedecen a las mismas reglas mecánico-cuánticas que los dos electrones que lo orbitan —aunque la unión de las partículas en el núcleo se debe a un potencial diferente al que mantiene a los electrones en la nube alrededor del átomo—. De esta manera, estos fermiones (es decir, tanto protones como electrones y neutrones) ocupan completamente los orbitales 1s en pares, ninguno de ellos posee momento angular orbital y cada uno de ellos cancela el espín intrínseco del otro. El añadir otra de cualquiera de estas partículas requeriría momento angular y liberaría sustancialmente menos energía (de hecho, ningún núcleo con cinco nucleones es estable). Por esta razón, este arreglo para estas partículas es extremadamente estable energéticamente, y dicha estabilidad da lugar a muchos fenómenos cruciales inherentes al helio en la naturaleza.

Energía de enlace por nucleón para isótopos comunes. En el helio, esta energía es significativamente mayor que en los núclidos adyacentes.

Como ejemplo de estos hechos debidos a la alta estabilidad de la configuración electrónica del helio está la baja reactividad química de este elemento (la más baja de toda la tabla periódica), así como la falta de interacción de sus átomos entre ellos mismos. Esto produce los puntos de fusión y de ebullición más bajos de todos los elementos. De la misma manera, la estabilidad energética del núcleo de helio-4 da lugar a una fácil producción de estos en reacciones atómicas que involucran tanto emisión de partículas pesadas como fusión nuclear. Cierta cantidad de helio-3 estable se produce en reacciones de fusión a partir del hidrógeno, pero es una fracción mucho menor comparada con el helio-4. La estabilidad del helio-4 es la razón por la cual el hidrógeno se convierte en esta forma de helio en el Sol, en vez de helio-3, deuterio u otros elementos más pesados. Asimismo es parcialmente responsable del hecho de que la partícula alfa es por mucho el tipo de partícula bariónica más comúnmente expelida por los núcleos atómicos. Dicho de otra manera, la desintegración alfa es mucho más común que la desintegración en núcleos más pesados.
La inusual estabilidad del helio-4 es importante también en cosmología. En los primeros minutos después del Big Bang, el universo estaba compuesto por una mezcla de nucleones (protones y neutrones) libres. Esta «sopa» tenía originalmente una proporción de seis protones por cada neutrón, y después de un tiempo se enfrió al punto tal que se pudo dar la fusión nuclear. La estabilidad del helio provocó que casi todas las agregaciones de nucleones formadas en ese momento fueran núcleos de helio-4. La unión de protones y neutrones para formar helio-4 tiene tanta fuerza que, de hecho, la producción de este elemento consumió casi todos los neutrones libres en cuestión de minutos, antes de que dichos núcleos pudieran decaer por desintegración beta. Esto dejó una cantidad muy pequeña de estas partículas para que se pudiera formar litio, berilio o boro. El enlace nuclear por cada nucleón en el helio-4 es más fuerte que en cualquiera de estos tres elementos (véase nucleogénesis y energía de enlace). Por lo tanto, no había ningún mecanismo energético disponible, una vez que se hubo formado el helio, para crear los elementos de número atómico 3, 4 y 5. En términos de energía, también era favorable la fusión del helio para formar el siguiente elemento en la tabla periódica con menor energía por nucleón: el carbono. No obstante, debido a la falta de elementos intermedios, este proceso requería la colisión casi simultánea de tres núcleos de helio-4 (véase proceso triple-alfa), por lo que no hubo suficiente tiempo para que el carbono se formara en el Big Bang: en cuestión de minutos, el universo temprano se enfrió a una temperatura y presión en las cuales la fusión de helio a carbono ya no fue posible. Esto ocasionó que el universo temprano poseyera un cociente hidrógeno/helio muy similar al observado actualmente (en masa, tres partes de hidrógeno por una de helio-4), con casi todos los neutrones del universo —como es el caso hoy en día— atrapados dentro de los núcleos de helio-4.
Todos los elementos más pesados —incluyendo aquellos que se necesitan para formar planetas rocosos como la Tierra y para la existencia de vida basada en el carbono— tuvieron que crearse posteriormente, en estrellas lo suficientemente calientes para quemar no solo hidrógeno —dado que esto solamente produce más helio— sino el mismo helio. Dichas estrellas son masivas y, por lo tanto, raras. Lo anterior da lugar al hecho de que todos los elementos químicos, aparte del hidrógeno y el helio, compongan solamente el 2 % de la masa en forma de átomos del universo. El helio-4, por su parte, constituye cerca del 23 % de toda la materia ordinaria del universo, es decir, prácticamente toda la materia ordinaria que no es hidrógeno.

### Fases de gas y de plasma
El helio es el gas noble menos reactivo después del neón y por tanto, el segundo elemento menos reactivo de todos ellos. Es inerte y monoatómico en condiciones normales. Debido a su baja masa atómica, en la fase gaseosa, la conductividad térmica, el calor específico, y la velocidad del sonido son mayores que en cualquier otro gas, excepto el hidrógeno. Por razones similares, y también debido al pequeño tamaño de sus átomos, su tasa de difusión a través de los sólidos es tres veces mayor que la del aire, y alrededor del 65 % de la del hidrógeno.

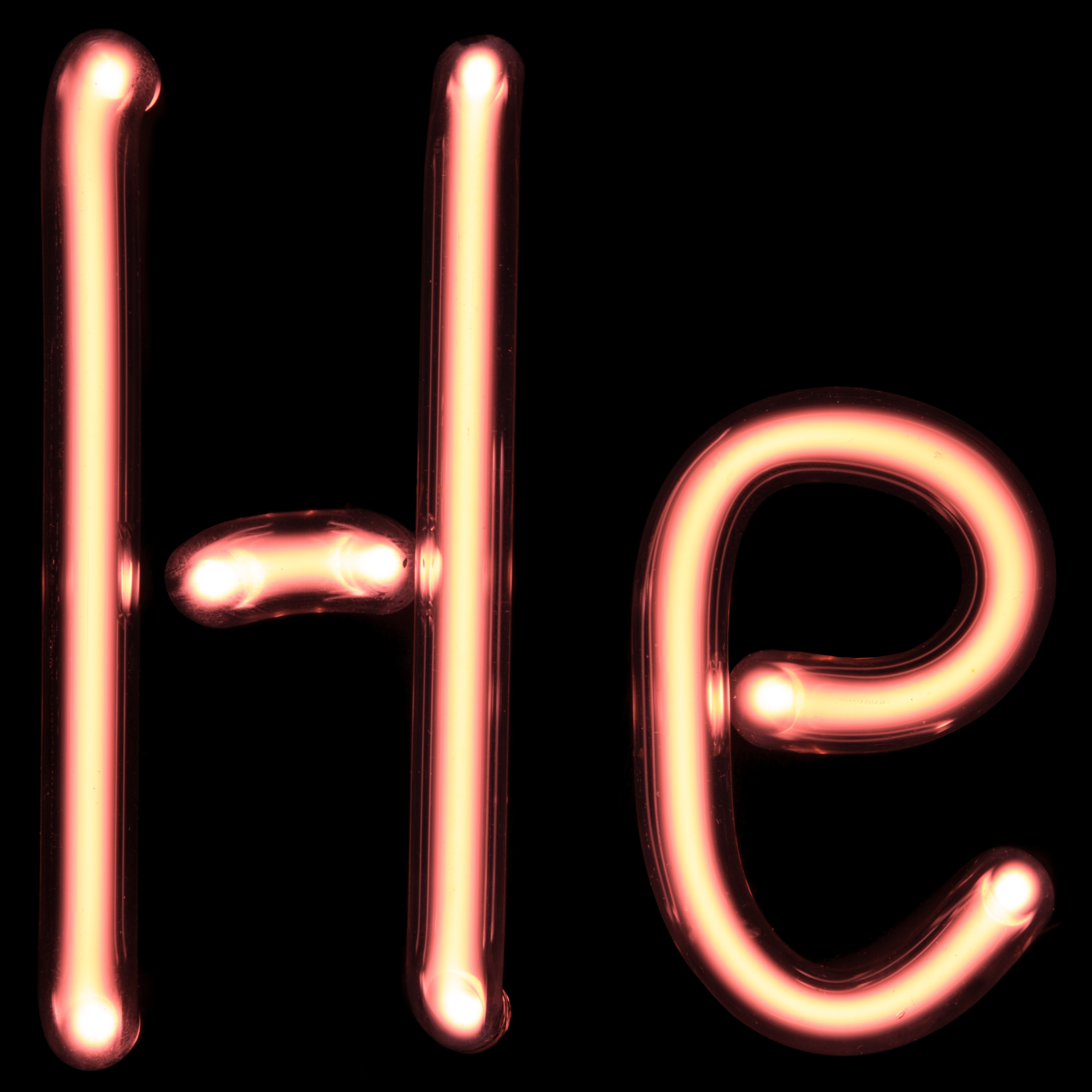
Tubo de descarga lleno de helio, adoptando el símbolo de este elemento

Asimismo es también menos soluble en agua que cualquier otro gas conocido, y su índice de refracción es el más cercano a la unidad de todos los gases. Este elemento tiene un coeficiente Joule-Thomson negativo a temperatura ambiente normal, lo que significa que se calienta cuando se le permite expandirse libremente. Solo por debajo de su temperatura de inversión de Joule-Thomson (de 32 a 50 K a 1 atmósfera) se enfría en la expansión libre. Una vez preenfriado debajo de esta temperatura, el helio puede licuarse mediante el enfriamiento debido a su expansión.
La mayor parte del helio extraterrestre se encuentra en un estado de plasma, con propiedades muy diferentes a las del helio atómico. En el plasma, los electrones del helio no están ligados al núcleo, lo que hace que su conductividad eléctrica sea muy alta, aun cuando el gas está solo parcialmente ionizado. Las partículas cargadas son altamente influenciadas por los campos magnéticos y eléctricos. Por ejemplo, en el viento solar, junto con el hidrógeno ionizado, las partículas interactúan con la magnetósfera de la Tierra, dando lugar a la corriente de Birkeland y a las auroras.

### Fases líquida y sólida
A diferencia de cualquier otro elemento, el helio líquido se mantendrá así hasta el cero absoluto a presiones normales. Este es un efecto directo de la mecánica cuántica: en concreto, la energía del punto cero del sistema es demasiado alta para permitir la congelación. El helio sólido requiere una temperatura de 1 a 1.5 K (alrededor de -272 °C o -457 °F) y alrededor de 25 bar (2.5 MPa) de presión. A menudo es difícil distinguir el helio sólido del líquido ya que el índice de refracción de las dos fases es casi el mismo. El sólido tiene un marcado punto de fusión y estructura cristalina, pero es muy compresible. Aplicar presión en un laboratorio puede reducir su volumen en más del 30 %. Con un módulo de compresibilidad del orden de 50 MPa, es 50 veces más compresible que el agua. El helio sólido tiene una densidad de 0.214 ± 0.006 g/ml a 1.15 K y 66 atm, la densidad proyectada a 0 K y 25 bar (2.5 MPa) es 0.187 ± 0.009 g/ml.

#### Helio I
Por debajo de su punto de ebullición de 4.22 K, y por encima del punto lambda de 2.1768 K, el isótopo helio-4 existe en un estado normal de líquido incoloro, llamado helio I. Al igual que otros líquidos criogénicos, el helio I hierve cuando se calienta y se contrae cuando baja su temperatura. Por debajo del punto lambda, sin embargo, esta fase no hierve y se expande a medida que la temperatura desciende aún más.
El helio tiene un índice de refracción similar al de un gas, de 1.026, lo que hace que su superficie sea muy difícil de ver, de tal forma que se suelen utilizar flotadores de poliestireno extruido para ver en dónde se encuentra la superficie. Este líquido incoloro, tiene una viscosidad muy baja y una densidad de 0.145 g/mL, que es solo una cuarta parte del valor predicho por la física clásica. Es necesario hacer uso de la mecánica cuántica para explicar esta propiedad y, por tanto, ambos tipos de helio líquido se llaman fluidos cuánticos, lo que significa que muestran propiedades atómicas a escala macroscópica. Esto puede ser un efecto del hecho de que su punto de ebullición está muy cerca del cero absoluto, lo que impide que el movimiento molecular aleatorio (energía térmica) oculte sus propiedades atómicas.

#### Helio II

Representación gráfica de la capacidad del Helio II para reptar por la superficie de los cuerpos con los que está en contacto

El helio líquido por debajo de su punto lambda muestra características sumamente inusuales, en un estado llamado helio II. La ebullición del helio II no es posible debido a su alta conductividad térmica; la entrada de calor causa la evaporación del líquido directamente a gas. El isótopo helio-3 también tiene una fase de superfluido, pero solo a temperaturas mucho más bajas. Como resultado, se sabe menos sobre las propiedades de esta fase en dicho isótopo.
El helio II es un superfluido, un estado cuántico de la materia con propiedades extrañas. Por ejemplo, cuando fluye a través de capilares tan delgados como de 10−7 a 10−8 m, no tiene viscosidad medible. Sin embargo, cuando se realizan mediciones entre dos discos en movimiento, se observa una viscosidad comparable a la del helio gaseoso. La teoría actual explica este fenómeno utilizando un modelo de dos fluidos para el helio II. En este modelo, el helio líquido por debajo del punto lambda se considera que contiene una proporción de átomos de helio en estado base, que componen el superfluido, y que fluyen con una viscosidad exactamente igual a cero; y una proporción de átomos de helio en un estado excitado, que se comportan más como un fluido ordinario.
En el efecto fuente, se construye una cámara que está conectada a un depósito de helio II por medio de un disco sinterizado a través del cual el helio superfluido pasa fácilmente, pero aquellos líquidos que no son superfluidos no pueden. Si se calienta el interior del contenedor, el helio deja de ser superfluido. A fin de mantener fracción de equilibrio de helio superfluido, este se fuga a través del disco y aumenta la presión, haciendo que el líquido salga brotando del recipiente.
La conductividad térmica del helio II es mayor que la de cualquier otra sustancia conocida. Es un millón de veces mayor que la del helio I y varios cientos de veces la del cobre. Esto se debe a que la conducción de calor se produce por un mecanismo cuántico excepcional. La mayoría de los materiales que son buenos conductores térmicos tienen una banda de electrones de valencia libres que sirven para transferir el calor. El helio II no tiene banda de valencia, pero conduce bien el calor. El flujo de calor se rige por ecuaciones similares a la ecuación de onda utilizada para caracterizar la propagación del sonido en el aire. Cuando se introduce calor, este se mueve a través de helio II en forma de ondas a 20 metros por segundo a una temperatura de 1.8 K. Este fenómeno es conocido como segundo sonido.
El helio II también presenta un efecto de ascensión. Cuando una superficie se extiende más allá del nivel de helio II, este se mueve a lo largo de la superficie, contra la fuerza de gravedad. El líquido se escapará de un contenedor que no esté sellado reptando por las paredes del mismo hasta que encuentre una región con mayor temperatura donde se evaporará. Este ascenso lo realiza en una película de 30 nm de espesor, independientemente del material de superficie. Esta película se llama película de Rollin y lleva el nombre de la primera persona que caracterizó este rasgo, Bernard V. Rollin. Como resultado de este comportamiento y de la habilidad del helio II de escapar a través de aberturas pequeñas, es muy difícil mantener a este fluido confinado. Las ondas que se propagan a través de una película de Rollin se rigen por la misma ecuación de ondas de gravedad en aguas poco profundas, pero en lugar de la gravedad, la fuerza de restauración es la fuerza de van der Waals. Estas ondas son conocidas como tercer sonido.

## Compuestos

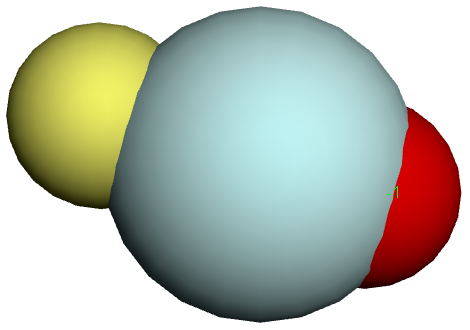
Anión fluoroheliato, OHeF-

Dado que el helio es un gas noble, en la práctica no participa en las reacciones químicas, aunque bajo la influencia de descargas eléctricas o bombardeado con electrones forma compuestos.
El helio tiene una valencia cero y no es químicamente reactivo bajo condiciones normales. Es un aislante eléctrico a menos que esté ionizado. Al igual que los demás gases nobles, tiene niveles de energía metaestables, lo que le permite seguir ionizado en una descarga eléctrica con un voltaje por debajo de su potencial de ionización. El helio puede formar compuestos inestables, conocidos como excímeros, con el wolframio, yodo, flúor y fósforo, cuando se somete a una descarga eléctrica luminiscente, a un bombardeo de electrones, o bien es un plasma por otra razón. Los compuestos moleculares HeNe, HgHe10 y WHe2, y los iones moleculares He+2, He2+2, HeH+, y HeD+ se pueden crear de esta manera. Esta técnica también ha permitido la producción de la molécula neutra He2, que tiene un gran número de sistemas de bandas espectrales, y de la molécula HgHe, que aparentemente solo se mantiene unida por fuerzas de polarización. En teoría, otros compuestos reales también son posibles, como el fluorohidruro de helio (HHeF), que sería análogo al fluorohidruro de argón, descubierto en 2000. Los cálculos indican que dos nuevos compuestos que contienen un enlace de helio-oxígeno podrían ser estables. Dos nuevas especies moleculares, predichas teóricamente, CsFHeO y N(CH3)4FHeO, son derivados de un anión metaestable [F-HeO], anticipado en 2005 en forma teórica por un grupo de Taiwán. De confirmarse experimentalmente, estos compuestos acabarían con la inercia química del helio, y el único elemento completamente inerte sería el neón.
El helio ha sido colocado en jaulas moleculares de carbono (los fullerenos) por medio de calentamiento a alta presión. Las moléculas de fullereno endohédrico formadas son estables hasta temperaturas altas. Cuando se forman los derivados químicos de estos fullerenos, el helio permanece dentro de ellos. Si se utiliza helio-3, se puede observar fácilmente por espectroscopia de resonancia magnética nuclear. Se han reportado una gran cantidad de fullerenos que contienen helio-3. Aunque los dichos átomos no se encuentran ligados por medio de enlaces covalentes o iónicos, estas sustancias tienen propiedades distintas y una composición definida, al igual que todos los compuestos químicos estequiométricos.

## Isótopos

Representación esquemática de un átomo de ^{4}He

Existen ocho isótopos conocidos del helio, pero tan solo el 3He y el 4He son estables. En la atmósfera terrestre hay un átomo de 3He por cada millón de átomos de 4He. A diferencia de otros elementos, la abundancia isotópica del helio varía mucho por su origen, debido a los diferentes procesos de formación. El isótopo más común, el 4He, se produce en la Tierra mediante la desintegración alfa de elementos radiactivos más pesados; las partículas alfa que aparecen son átomos de 4He completamente ionizado. El 4He tiene un núcleo inusualmente estable debido a que sus nucleones están ordenados en capas completas. Además, este isótopo se formó en grandes cantidades durante la nucleosíntesis primordial en el Big Bang.
El 3He está presente hoy en día en la tierra tan solo en trazas (la mayoría data desde la formación de la Tierra), aunque algo de este cae a la Tierra al ser atrapado en el polvo cósmico. Algunos rastros también son producidos mediante la desintegración beta del tritio. Algunas rocas de la corteza terrestre tienen distintas proporciones de isótopos que varían hasta un factor de diez. Estas proporciones pueden usarse para investigar el origen de las rocas así como la composición del manto terrestre. El 3He es mucho más abundante en las estrellas como producto de la fusión nuclear. Por consiguiente, en el medio interestelar, la proporción de 3He y 4He es alrededor de 100 veces más grande que la que hay en la Tierra. El material extraplanetario, como regolitos de asteroides y lunares, tiene trazas de 3He producto del bombardeo de los vientos solares contra ellos. La superficie de la Luna tiene concentraciones de 3He de alrededor de 0.01 ppm. Algunas personas, principalmente Gerald Kulcinski en 1986, han propuesto explorar la Luna, excavar los regolitos lunares, y utilizar el 3He para fusión nuclear.
El 4He líquido puede ser enfriado hasta 1 kelvin utilizando enfriamiento por evaporación en recipientes en los que se puede alcanzar y mantener estas temperaturas. Un enfriamiento similar para el helio-3, que tiene un punto de ebullición más bajo, se puede alcanzar alrededor de los 0.2 K en un refrigerador de helio-3. Las mezclas que contienen la misma proporción de helio-3 y helio-4 a una temperatura por debajo de 0.8 K se separan en dos fases no miscibles debido a su incompatibilidad (cada una obedece a una estadística cuántica diferente: los átomos de helio-4 son bosones mientras que los átomos de helio-3 son fermiones). Los refrigeradores de dilución usan esta imposibilidad de mezclado para alcanzar temperaturas de unos pocos milikelvin.
Es posible producir isótopos exóticos de helio, los cuales rápidamente se descomponen en otras sustancias. El isótopo pesado de menor duración es el 5He, con un periodo de semidesintegración de 7.6×10–22 segundos. El 6He se descompone emitiendo una partícula beta y su periodo de desintegración es de 0.8 segundos. El 7He también emite partículas beta así como rayos gamma. Tanto el 7He y el 8He se crean mediante algunas reacciones nucleares. El 6He y el 8He son conocidos por tener un halo nuclear. El ²He (que consiste en dos protones y ningún neutrón) es un radioisótopo que se desintegra en protio (hidrógeno) por medio de emisión de protones, con un periodo de desintegración de 3×10–27 segundos.

## Abundancia y obtención

### Abundancia natural
El helio es el segundo elemento más abundante del universo conocido tras el hidrógeno y constituye alrededor del 23 % de la masa bariónica del universo. La mayor parte del helio se formó durante la nucleosíntesis del Big Bang, en los tres primeros minutos después de este. De esta forma, la medición de su abundancia contribuye a los modelos cosmológicos. En las estrellas, el helio se forma por la fusión nuclear del hidrógeno en reacciones en cadena protón-protón y en el ciclo CNO, los cuales forman parte de la nucleosíntesis estelar.
En la atmósfera terrestre la concentración de helio por volumen es de tan solo 5.2 partes por millón. La concentración es baja y prácticamente constante a pesar de la continua producción de nuevo helio, debido a que la mayor parte del helio en la atmósfera se escapa al espacio debido a distintos procesos. En la heterosfera terrestre, una parte de la atmósfera superior, el helio y otros gases ligeros son los elementos más abundantes.
Casi todo el helio presente en la Tierra es el resultado de la desintegración radiactiva, y por tanto, un globo de helio terrestre es, en esencia, una bolsa de partículas alfa expelidas por este proceso. El helio se encuentra en grandes cantidades en minerales de uranio y torio, incluyendo cleveíta, pechblenda, carnotita y monacita, ya que estos emiten partículas alfa (núcleos de helio, He2+) y los electrones se combinan de inmediato con ellas, tan pronto como las partículas son detenidas por la roca. De esta manera, se estima que unas 3000 toneladas de helio se generan al año en toda la litosfera. En la corteza terrestre, la concentración de helio es de 8 partes por mil millones. En el mar, la concentración es de solo 4 partes por billón. También hay pequeñas cantidades en manantiales de aguas minerales, gas volcánico, y hierro meteórico. Debido a que el helio es atrapado de manera similar al gas natural por una capa impermeable de roca, las mayores concentraciones de este elemento en el planeta se encuentran en el gas natural, de donde se extrae la mayor parte del helio comercial. La concentración varía en una amplia gama de unas pocas ppm hasta más del 7 % en un pequeño campo de gas en el condado de San Juan, Nuevo México.
En 2016 científicos británicos descubren un gran yacimiento de gas helio en África. Este yacimiento, ubicado en la República Unida de Tanzania, mide aproximadamente 54 millones de pies cúbicos de volumen y es el mayor yacimiento de helio del mundo.

### Extracción moderna
Para su uso a gran escala, se extrae por destilación fraccionada a partir del gas natural, que contiene hasta un 7 % de helio. Al tener un punto de ebullición más bajo que cualquier otro elemento, se utilizan bajas temperaturas y altas presiones para licuar casi todos los demás gases (principalmente nitrógeno y metano). El helio crudo resultante se purifica por medio de exposiciones sucesivas a temperaturas bajas, en la que casi todo el nitrógeno y los otros gases restantes se precipitan fuera de la mezcla gaseosa. Como una fase de purificación final, se utiliza carbón activado, lo que da como resultado helio grado A, con una pureza del 99.995 %. La principal impureza en el helio grado A es el neón. En la fase final de la producción, la mayoría del helio que se produce es licuado por medio de un proceso criogénico. Esto es necesario para aplicaciones que requieren helio líquido y también permite a los proveedores de helio reducir el costo en el transporte a larga distancia, dado que la mayoría de los contenedores de helio líquido tienen una capacidad cinco veces mayor que la de los camiones cisterna que trasportan helio gaseoso.
En 2008, alrededor de 169 millones de metros cúbicos estándar (SCM, por sus siglas en inglés, definidos como un metro cúbico a una presión de 1 atm y a una temperatura de 15 °C) de helio se extrajeron a partir del gas natural o de reservas de helio. De estos, aproximadamente el 78 % provinieron de los Estados Unidos, el 10 % de Argelia, y del resto la mayor parte fueron extraídos en Rusia, Polonia y Catar. En los Estados Unidos, la mayor parte del helio se extrae a partir del gas natural de los campos de Hugoton y otros cercanos en Kansas, Oklahoma y Texas. En 2000, los Estados Unidos tenían reservas de helio en complejos de pozos, de alrededor de 4.2×{\displaystyle 10^{9}} SCM. Esta cantidad es suficiente para unos 25 años de uso mundial, o de 35 años de consumo de Estados Unidos, aunque se espera que factores en el ahorro y el procesamiento impacten los números efectivos de las reservas. Se estima que las reservas básicas de helio aún no probadas que se pudieran obtener a partir de gas natural en los Estados Unidos son de 3.1 a 5.3×1013 SCM, o aproximadamente cuatro órdenes de magnitud mayor que las reservas probadas. En 2016 en Tanzania se encontró un yacimiento de 2800 millones de metros cúbicos de helio, el mayor conocido hasta la fecha, aunque se encuentra en fase de prospección y no hay fecha prevista para el inicio de las extracciones.
El helio se debe extraer principalmente del gas natural, debido a que su presencia en el aire es solo una fracción comparada con la de la del neón, y sin embargo, su demanda es mucho mayor. Se estima que si toda la producción de neón se reinstrumentara para ahorrar helio, se satisfarían un 0.1 % de las demandas mundiales de helio. Igualmente, solamente un 1 % de las demandas mundiales de helio se podrían satisfacer reinstrumentando todas las plantas de destilación de aire. El helio puede ser sintetizado por medio del bombardeo de litio o boro utilizando protones de alta velocidad. Sin embargo, este método de producción es totalmente inviable económicamente.

## Agotamiento en los suministros de helio
Las reservas actuales de helio se están utilizando mucho más rápido de lo que este elemento se puede reponer. Dada esta situación, hay grandes preocupaciones de que el suministro de helio pueda agotarse pronto. En las reservas más grandes del mundo, en Amarillo, Texas, se espera que este gas se agote en ocho años contando desde 2008. Esto podría prevenirse si los actuales usuarios capturasen y reciclasen el gas y si las compañías de petróleo y gas natural hiciesen uso de técnicas de captura de helio al extraerlos.
Debido a una reducción en el volumen de exportaciones por parte de Estados Unidos de helio, dando prioridad a los consumidores institucionales dentro del país frente a empresas privadas, la duración de las reservas se ha ido extendiendo. En 2019, el precio del helio en la subasta de la reserva nacional de helio de EE.UU aumentó un 135%. Desde entonces, otros países exportadores de gas natural, como Argelia y Catar, han desarrollado plantas de producción de helio. Sin embargo, la mayor planta en construcción, propiedad de Gazprom y localizada en Rusia, ha sufrido retrasos en su puesta en marcha debido a las sanciones económicas que el país lleva recibiendo desde la invasión de Ucrania.

## Aplicaciones
El helio es más ligero que el aire y a diferencia del hidrógeno no es inflamable, siendo además su poder ascensional un 8 % menor que el de este, por lo que se emplea como gas de relleno en globos y zepelines publicitarios, de investigación atmosférica e incluso para realizar reconocimientos militares.
Aun siendo la anterior la principal, el helio tiene más aplicaciones:
- Las mezclas de helio-oxígeno se emplean en la inmersión a gran profundidad, ya que el helio es inerte, menos soluble en la sangre que el nitrógeno y se difunde 2.5 veces más deprisa que este, todo lo cual reduce el tiempo requerido para la descompresión. Sin embargo, esta última debe comenzar a mayor profundidad, disminuyendo el riesgo de narcosis ("borrachera de las profundidades").
- Por su bajo punto de licuefacción y evaporación puede utilizarse como refrigerante en aplicaciones a temperatura extremadamente baja, como en imanes superconductores e investigación criogénica a temperaturas próximas al cero absoluto.
- En cromatografía de gases se usa como gas portador inerte.
- La atmósfera inerte de helio se emplea en la soldadura por arco y en la fabricación de cristales de silicio y germanio, así como para presurizar combustibles líquidos de cohetes.
- En túneles de viento supersónicos.
- Como agente refrigerante en reactores nucleares.
- El helio líquido encuentra cada vez mayor uso en las aplicaciones médicas de la imagen por resonancia magnética (RMI).
- Se utiliza en equipos láser como uno de los gases más comunes, principalmente la mezcla helio-neón.

De la producción mundial total de helio en 2008, de 32 millones de kg, su mayor uso (alrededor del 22 % del total en 2008) fue en aplicaciones criogénicas. De estas la mayoría fueron en medicina en el enfriamiento de imanes superconductores en escáneres de resonancia magnética. Otros usos importantes (un total de cerca de 78 % de su uso en 1996) fueron en los sistemas de presurización y saneamiento, el mantenimiento de atmósferas controladas y la soldadura.
El helio se utiliza para muchos propósitos que requieren algunas de sus propiedades únicas, tales como su bajo punto de ebullición, baja densidad, baja solubilidad, alta conductividad térmica, o su baja reactividad química. Asimismo, está disponible comercialmente tanto en forma líquida como gaseosa. Como líquido, puede ser suministrado en recipientes pequeños llamados frascos de Dewar que permiten almacenar hasta 1000 litros de helio, o en los contenedores ISO de gran tamaño que tienen una capacidad nominal de hasta 42 m³. En forma gaseosa, se suministran pequeñas cantidades en cilindros de alta presión que pueden contener un volumen equivalente a 8 m³ estándar, mientras que grandes cantidades de gas a alta presión son suministradas en camiones cisterna que tienen una capacidad que equivale 4.860 m³ estándar. Esto se debe a que el volumen del gas se reduce enormemente al ser sometido a altas presiones.
Dirigibles, globos y cohetes
Debido a que el helio es más ligero que el aire, los dirigibles y globos son inflados con este gas para elevarlos. Mientras que el hidrógeno experimenta una fuerza de empuje aproximadamente un 7 % mayor, el helio tiene la ventaja de no ser inflamable (además de ser retardante del fuego). En la industria espacial, se utiliza como un medio de llenado para desplazar a los combustibles y oxidantes en los tanques de almacenamiento, y para condensar el hidrógeno y el oxígeno a fin de producir combustible para cohetes. También se utiliza para depurar el combustible y el oxidante de los equipos de apoyo en tierra antes del lanzamiento, así como para preenfriar el hidrógeno líquido en vehículos espaciales. Por ejemplo, el propulsor del Saturno V utilizado en el Programa Apolo necesitó cerca de 370.000 m³ de helio para poner en marcha el cohete.
Comercial y recreativo
El helio es menos denso que el aire atmosférico, por lo que cambia el timbre (mas no la altura) de la voz de una persona cuando se inhala. Esto se debe a que, al ser el helio un gas bastante ligero, se moviliza más rápido por los espacios, produciendo que las cuerdas vocales se muevan a mayor velocidad, provocando una onda sonora más veloz, y por tanto, más aguda. Sin embargo, la inhalación proveniente de una fuente comercial típica, como las utilizadas para rellenar globos, puede ser peligrosa debido al riesgo de asfixia por falta de oxígeno y al número de contaminantes que pueden estar presentes. Entre estos pueden estar incluidas trazas de otros gases, además de aceite lubricante en aerosol. No obstante, al tratarse de productos infantiles, existen mecanismos que exigen garantizar la no toxicidad del gas, como superar la "Conformidad Europea" (marcado CE) obligatorio en juguetes y derivados similares en el mercado europeo, para garantizar la seguridad del público infantil.
Por su baja solubilidad en el tejido nervioso, las mezclas de helio, como trimix, heliox y Heliair se utilizan para el buceo de profundidad para reducir los efectos de la narcosis. A profundidades por debajo de 150 metros, se agregan pequeñas cantidades de hidrógeno a la mezcla de helio-oxígeno para contrarrestar los efectos del síndrome nervioso de alta presión. A estas profundidades se ha descubierto que la baja densidad del helio reduce considerablemente el esfuerzo en la respiración.
Los láseres de helio-neón tienen varias aplicaciones, incluyendo lectores de código de barras.
Detección de fugas industriales

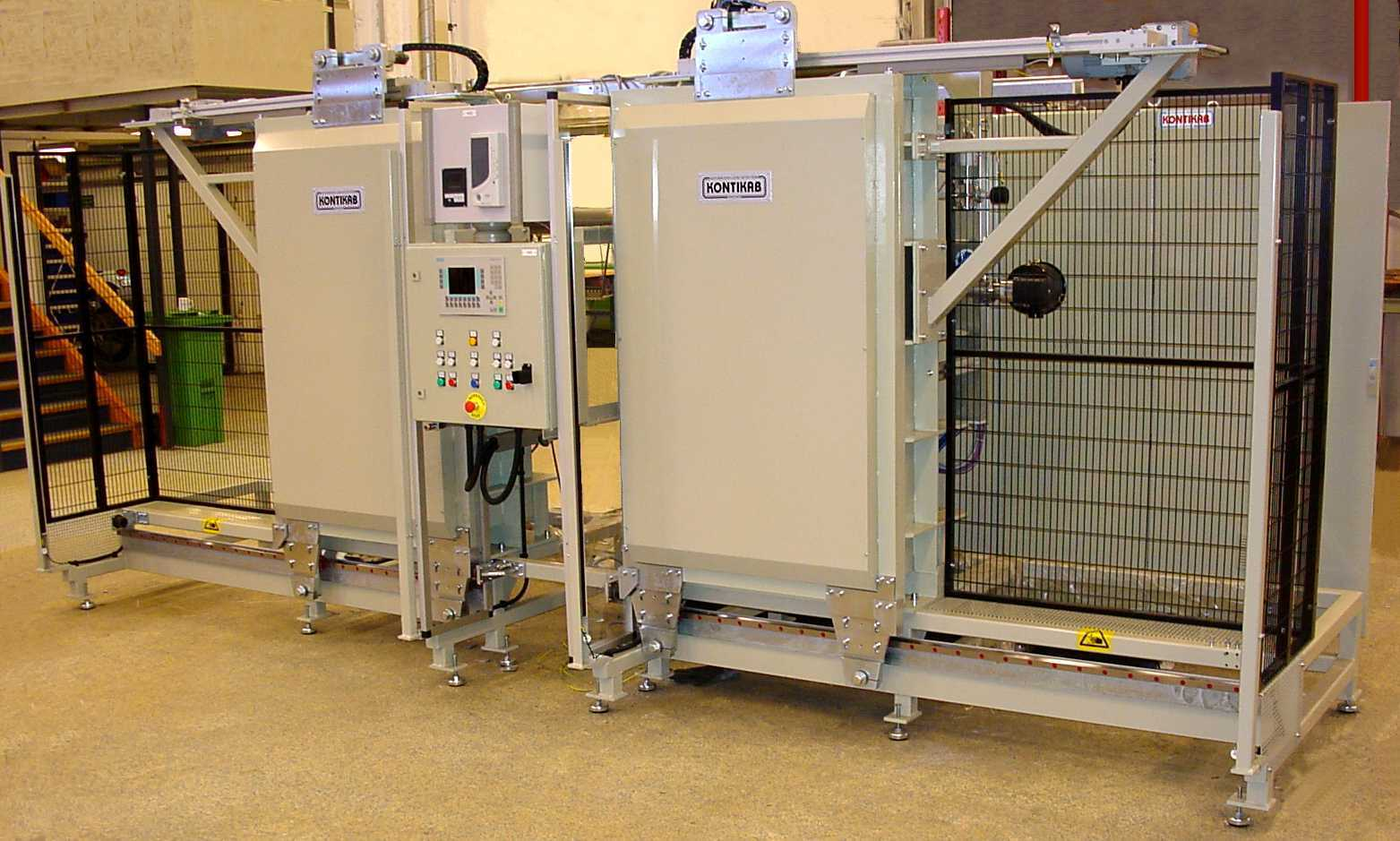
Una máquina en una cámara de pruebas para la detección de fugas

Una de las aplicaciones industriales del helio es la detección de fugas. Debido a que se difunde a través de sólidos a una tasa tres veces mayor que la del aire, se utiliza como gas indicador para detectar fugas en el equipo de alto vacío y recipientes a alta presión.
La tasa de fugas en recipientes industriales (generalmente cámaras de vacío y tanques criogénicos) se mide haciendo uso del helio, debido a su diámetro molecular pequeño y a su condición de gas inerte. Todavía no se conoce otra sustancia inerte que se pueda filtrar a través de microfisuras o microporos en la pared de un contenedor a un ritmo mayor que el helio. Para encontrar fugas en contenedores se utiliza un detector de fugas de helio (véase espectrómetro de masas). Las fugas de helio a través de grietas no deben confundirse con la penetración de gas a través de un material masivo. A pesar de que se han documentado constantes de permeabilidad para el helio a través de vidrios, cerámicas y materiales sintéticos, los gases inertes como el helio no se pueden permear a través de la mayoría de los metales masivos. Si se necesita conocer la tasa de fuga total del producto que se está probando (por ejemplo en bombas de calor o sistemas de aire acondicionado), el objeto se coloca en una cámara de prueba, el aire dentro de ella se extrae con bombas de vacío y el producto es rellenado con helio a una presión específica. El helio que se escapa a través de las fugas es detectado por un espectrómetro de masas aún a tasas de fuga de hasta 10{\displaystyle ^{-20}} Pa·m³/s. El procedimiento de medición es normalmente automático, y se conoce «como prueba integral de helio». En una prueba más sencilla, el producto se llena de helio y un operador busca manualmente la fuga con un dispositivo llamado sniffer (del inglés «olfateador»).
Uso científico
Por su ausencia de reactividad y alta conductividad térmica, su transparencia a los neutrones, y debido a que no forma isótopos radiactivos en condiciones de reactor, se utiliza como medio de transmisión de calor en algunos reactores nucleares enfriados por gas. Otra de sus utilidades consiste en usarlo como gas de protección en los procesos de soldadura por arco en materiales que se contaminan con facilidad por vía aérea.
Debido a que es inerte, se utiliza como gas protector en el crecimiento de cristales de silicio y germanio en la producción de titanio y circonio, además de en la cromatografía de gases. Por esta misma razón, por su conductividad térmica y por la alta velocidad del sonido dentro de él, su naturaleza como gas ideal y el alto valor de su coeficiente de expansión adiabática, también es útil en túneles de viento supersónicos y en instalaciones de prueba donde se requiere una liberación súbita de la energía del gas.
El helio, mezclado con un gas más pesado, como el xenón, es útil para la refrigeración termoacústica debido al elevado coeficiente de expansión adiabática resultante y su bajo número de Prandtl. El comportamiento inerte del helio tiene ventajas ambientales con respecto a los sistemas de refrigeración convencionales, que contribuyen al agotamiento de la capa de ozono o al calentamiento global.

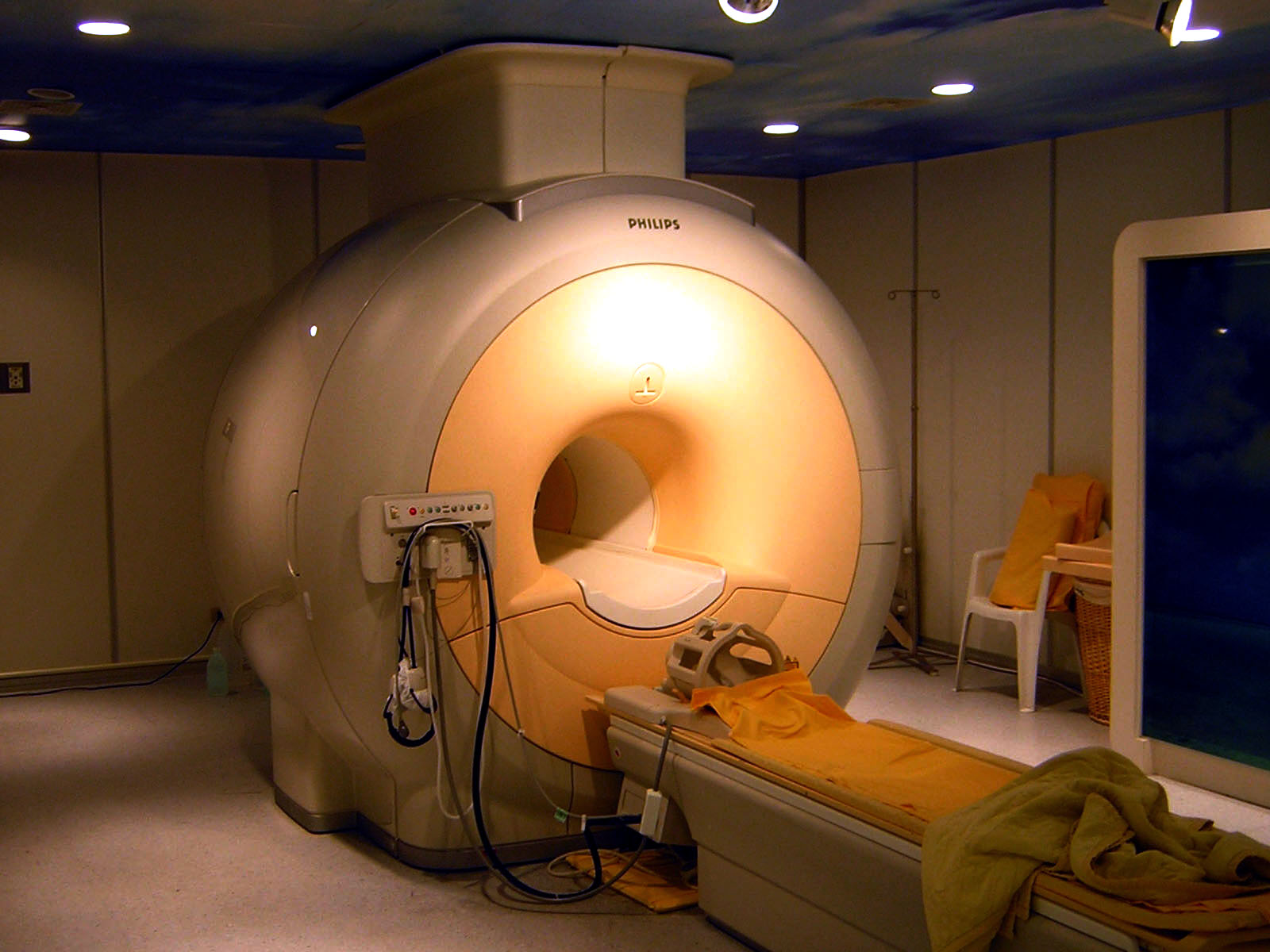
Hoy en día se utiliza helio líquido para refrigerar los imanes superconductores en los escáneres de resonancia magnética.

El uso del helio reduce los efectos de distorsión que provocan las variaciones de temperatura en el espacio en las lentes de algunos telescopios, debido a su bajo índice de refracción. Este método es utilizado especialmente en telescopios solares, en los cuales un tubo de vacío fuertemente sellado resultaría demasiado pesado.
Mediante un proceso conocido como datación por helio, puede estimarse la edad de las rocas y minerales que contienen Uranio y Torio.
El helio líquido se utiliza para enfriar ciertos metales —por ejemplo, los imanes superconductores utilizados en la tomografía por resonancia magnética— a temperaturas extremadamente bajas, las cuales son necesarias para la superconductividad. El Gran Colisionador de Hadrones del CERN usa 96 toneladas de helio líquido para mantener la temperatura a 1.9 K. El helio a baja temperatura, también se usa en criogenia.
El helio es un gas portador comúnmente utilizado en la cromatografía de gases.

## Historia

### Descubrimiento científico

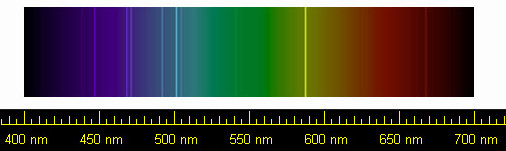
Líneas espectrales del helio

La primera evidencia de la existencia del helio se observó el 18 de agosto de 1868 como una línea brillante de color amarillo con una longitud de 587.49 nanómetros en el espectro de la cromosfera del Sol. La línea fue detectada por el astrónomo francés Pierre Janssen durante un eclipse solar total en Guntur, India. En un principio se pensó que esta línea era producida por el sodio. El 20 de octubre del mismo año, el astrónomo inglés Joseph Norman Lockyer observó una línea amarilla en el espectro solar, a la cual nombró como la línea de Fraunhofer D3 porque estaba cerca de las líneas de sodio D1 y D2 ya conocidas. Lockyer llegó a la conclusión de que dicha línea era causada por un elemento existente en el Sol pero desconocido en la Tierra. Eduard Frankland confirmó los resultados de Janssen y propuso el nombre helium para el nuevo elemento, en honor al dios griego del sol ( Ἥλιος, Helios), con el sufijo -ium ya que se esperaba que el nuevo elemento fuera metálico.
En 1882, el físico italiano Luigi Palmieri detectó helio en la Tierra por primera vez, a través de su línea espectral D3, cuando analizó la lava del monte Vesubio.
El 26 de marzo de 1895 Sir William Ramsay aisló el helio al tratar la cleveíta (una variedad de la uranita que contiene por lo menos un 10 % de tierras raras) con ácidos minerales. Ramsey en realidad buscaba argón, pero después de separar el nitrógeno y el oxígeno del gas liberado por el ácido sulfúrico, notó una brillante línea amarilla que coincidía con la línea D3 observada en el espectro solar. Las muestras fueron identificadas como helio por Lockyer y el físico británico William Crookes. Además fue aislado de la cleveíta el mismo año independientemente por los químicos Per Teodor Cleve y Abraham Langlet en Upsala (Suecia), quienes pudieron obtener suficiente cantidad del gas para determinar acertadamente su peso atómico. El helio también fue aislado por el geoquímico estadounidense William Francis Hillebrand, aunque este atribuyó las líneas al nitrógeno.
En 1907 Ernest Rutherford y Thomas Royds demostraron que las partículas alfa son núcleos de helio, al permitir a las partículas penetrar una delgada pared de un tubo de vidrio al vacío y después creando una descarga eléctrica dentro del mismo para estudiar el espectro del gas. En 1908 el físico neerlandés Heike Kamerlingh Onnes produjo helio líquido por primera vez enfriando el gas hasta 0.9 K, lo que le hizo merecedor del premio Nobel. Él trató asimismo de solidificar el helio reduciendo su temperatura, aunque no lo logró debido a que este elemento carece de un punto triple, temperatura a la cual las fases sólida, líquida y gaseosa existen en equilibrio. En 1926 su discípulo Willem Hendrik Keesom logró por vez primera solidificar 1 cm³ helio.
En 1938, el físico ruso Pyotr Leonidovich Kapitsa descubrió que el helio-4 casi no tiene viscosidad a temperaturas cercanas al cero absoluto, un fenómeno que ahora se llama superfluidez. Este fenómeno está relacionado con la condensación de Bose-Einstein. En 1972, el mismo fenómeno se observó en el helio-3, pero a temperaturas mucho más cerca del cero absoluto, por los físicos estadounidenses Douglas D. Osheroff, David M. Lee y Robert C. Richardson. Se cree que en el helio-3 el fenómeno está relacionado con la creación de pares de fermiones de este isótopo, de tal manera que se forman bosones, en analogía a los pares de Cooper que producen la superconductividad.

### Extracción y uso

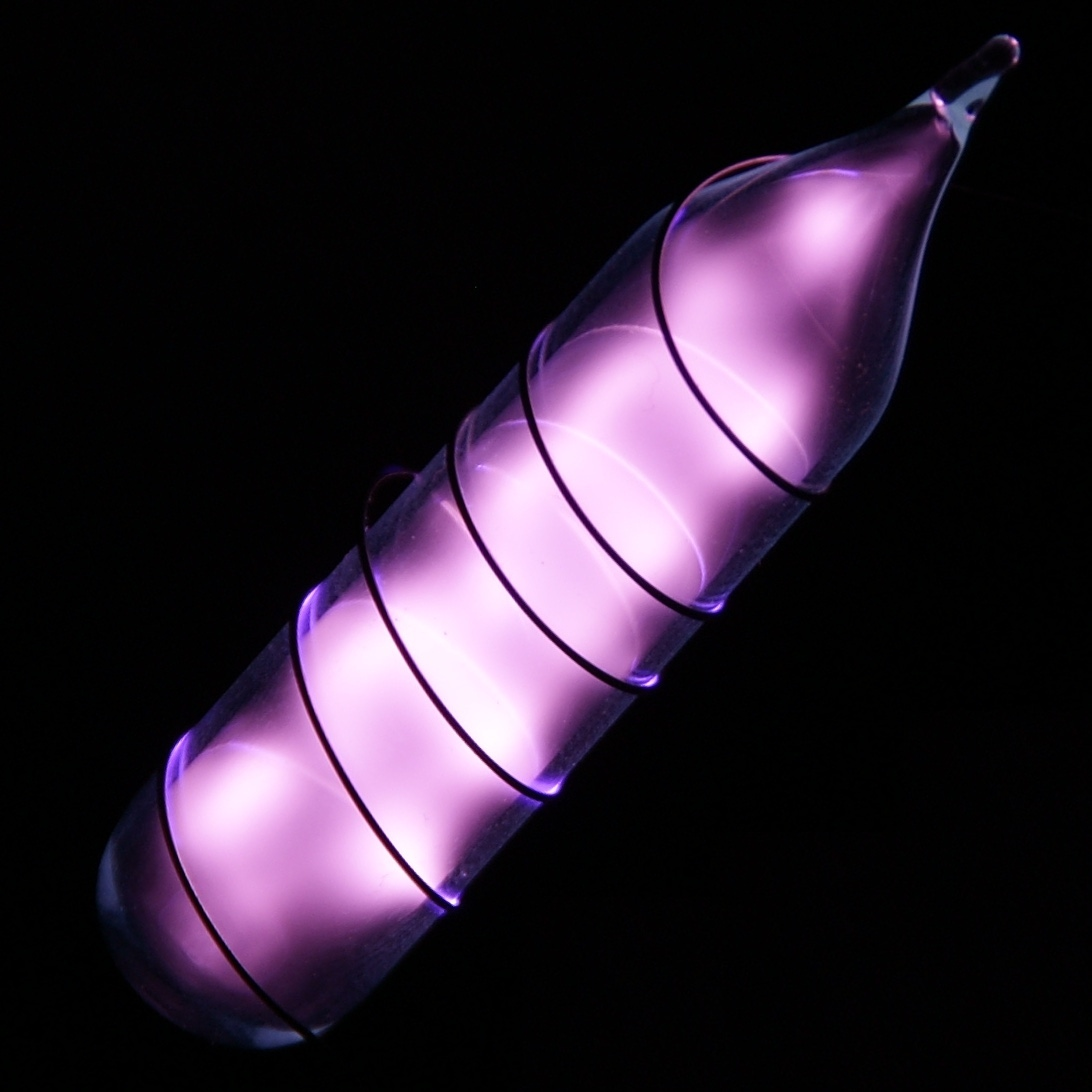
Un recipiente de gas lleno con helio

Después de que una operación de perforación de petróleo en 1903 en Dexter, Kansas, produjera un géiser de gas que no se podía quemar, el geólogo Erasmus Haworth recogió muestras de los gases que emanaban y se las llevó a la Universidad de Kansas en Lawrence, donde, con la ayuda de los químicos Hamilton Cady y David McFarland, descubrió que el gas consistía, en volumen, de 72 % de nitrógeno, 15 % de metano (un porcentaje que se puede quemar únicamente con suficiente oxígeno), 1 % de hidrógeno, y 12 % de un gas no identificado. En un análisis posterior, Cady y McFarland descubrieron que el 1.84 % de la muestra de gas era helio. Esto demostró que a pesar de su rareza global en la Tierra, el helio estaba concentrado en grandes cantidades debajo de las Grandes Llanuras de Estados Unidos, disponible para su extracción como un subproducto del gas natural. Las mayores reservas de helio se encontraban en los campos de gas del suroeste de Kansas, de Texas y Oklahoma.
Esto permitió a los Estados Unidos convertirse en el principal productor de helio en el mundo. Siguiendo una sugerencia de Sir Richard Threlfall, la marina de este país patrocinó tres pequeñas plantas experimentales de producción de helio durante la Primera Guerra Mundial. El objetivo era proporcionar a los globos de defensa un gas no inflamable más ligero que el aire. Con este programa se produjeron un total de 5.700 m³ de helio al 92 %, a pesar de que previamente solo se había obtenido menos de un metro cúbico de gas. Parte de él se utilizó en la primera aeronave inflada con helio de la Marina estadounidense, que hizo su primer viaje de Hampton Roads, Virginia, a Bolling Field en Washington D. C., el 1 de diciembre de 1921.
Aunque el proceso de extracción usando licuefacción de gas a baja temperatura no se desarrolló a tiempo para ser relevante durante la Primera Guerra Mundial, la producción continuó. El helio se utilizó principalmente como un gas de elevación en aeronaves más ligeras que el aire. La demanda para este uso, así como para la soldadura por arco fue mayor durante la Segunda Guerra Mundial. El espectrómetro de masas de helio también fue vital en la bomba atómica desarrollada por el Proyecto Manhattan.
El gobierno de los Estados Unidos creó la Reserva Nacional de helio en 1925 en Amarillo, Texas, con el objetivo de suministrárselo a las aeronaves militares en tiempo de guerra, y a las aeronaves comerciales en tiempos de paz. Debido a un embargo militar de Estados Unidos contra Alemania en el que el suministro de helio quedó restringido, el LZ-129 Hindenburg se vio obligado a utilizar el hidrógeno como gas elevador. El uso de helio después de la Segunda Guerra Mundial se redujo, pero las reservas se ampliaron en la década de 1950 para garantizar su suministro en forma líquida como refrigerante para crear combustible de hidrógeno y oxígeno (entre otros usos) para los cohetes durante la carrera espacial y la Guerra Fría. El uso de helio en los Estados Unidos en 1965 fue de más de ocho veces el consumo máximo en tiempo de guerra.
La Oficina de Minas de Estados Unidos dispuso de cinco plantas privadas para recuperar helio a partir del gas natural. Para este programa de conservación de helio, la Oficina construyó 684 km de tuberías desde Bushton, Kansas para conectarlas con las plantas del Gobierno parcialmente agotadas en el campo de gas de Cliffside, cerca de Amarillo, Texas. Esta mezcla de helio y nitrógeno fue inyectada y almacenada en el campo de gas de Cliffside hasta que se necesitara, y hasta que fuera purificada posteriormente.
Para 1995 se habían almacenado cerca de mil millones de metros cúbicos de gas, y las reservas constituían una deuda de 1400 millones de dólares, lo que en 1996 obligó al Congreso de los Estados Unidos a eliminarlas. El helio producido entre 1930 y 1945 tenía aproximadamente un 98.3 % de pureza (con un 2 % de nitrógeno), lo cual fue suficiente para llenar los dirigibles. En 1945, se usó una pequeña cantidad de helio a 99.9 %, para hacer soldaduras. Para 1949 había disponibles cantidades comerciales de helio grado A al 99.9 %.
Durante muchos años, los Estados Unidos han producido más del 90 % de helio que puede utilizarse comercialmente en el mundo, mientras que las plantas de extracción en Canadá, Polonia, Rusia y otros países producen el resto. A mediados de la década de 1990, una nueva planta en Arzew, Argelia entró en funcionamiento y produjo 17 millones de metros cúbicos de helio, con una producción suficiente para cubrir toda la demanda de Europa. Mientras tanto, en 2000, el consumo de helio dentro de los Estados Unidos había aumentado a más de 15 millones de kg por año. Entre 2004 y 2006, se construyeron dos plantas adicionales, una en Ras laffen, Catar y la otra en Skikda, Argelia. Sin embargo a principios de 2007, Ras laffen estaba funcionando al 50 %, y Skikda aún no había sido puesta en marcha. Argelia se convirtió rápidamente en el segundo principal productor de helio. A través de este tiempo, tanto el consumo de helio, como los costos de producción de helio aumentaron. Entre 2002 y 2007 el precio del helio se duplicó, y solo en 2008 los principales proveedores aumentaron sus precios en un 50 %.

## Precauciones
El helio neutro en condiciones normales no es tóxico, no juega ningún papel biológico y se encuentra en trazas en la sangre humana. Si se inhala suficiente helio de forma tal que remplace al oxígeno necesario para la respiración, puede generar asfixia. Las precauciones que se deben de tomar para el helio usado en criogenia son similares a las del nitrógeno líquido. Su temperatura extremadamente baja puede causar quemaduras por congelación y la tasa de expansión de líquido a gas puede causar explosiones si no se utilizan mecanismos de liberación de presión.
Los depósitos de helio gaseoso a temperaturas de 5 a 10 K deben almacenarse como si contuvieran helio líquido debido al gran incremento de presión y a la significativa dilatación térmica que se produce al calentar el gas desde una temperatura a menos de 10 K hasta temperatura ambiente.

## Efectos biológicos
La velocidad del sonido en el helio es casi tres veces la velocidad del sonido en el aire. Debido a la frecuencia fundamental de una cavidad llena de gas es proporcional a la velocidad del sonido en el gas. Si se inhala helio se produce un aumento correspondiente en las alturas de las frecuencias de resonancia de las cuerdas vocales. (El efecto contrario, la reducción de frecuencias, se puede obtener por la inhalación de un gas denso como el hexafluoruro de azufre).
Su inhalación puede ser peligrosa si se hace en exceso, ya que es un gas asfixiante y desplaza al oxígeno necesario para la respiración normal. La respiración de helio puro continua, causa la muerte por asfixia en pocos minutos. La inhalación de helio directamente de cilindros a presión es extremadamente peligrosa, ya que la alta velocidad de flujo puede resultar en la ruptura de los tejidos pulmonares. Sin embargo, la muerte causada por el helio es muy rara, en los Estados Unidos solo se registraron dos fallecimientos entre 2000 y 2004.
A altas presiones (más de 20 atm o dos MPa), una mezcla de helio y oxígeno (heliox) puede conducir al síndrome de alta presión nerviosa; una especie de efecto anestésico inverso. Añadiendo una pequeña cantidad de nitrógeno a la mezcla puede resolverse el problema.